# 郭潜
郭潜（1909年10月26日—1984年8月4日），本名郭乾輝，又名郭华伦、郭铁梅、陈铁梅、陈然，广东梅县丙村镇人。曾任中共南方工作委员会组织部部长，后被捕叛变，直接导致中共南方工作委员会的毁灭和廖承志、张文彬等被捕。1949年到台湾，此后编写《中共史論》一书。

## 早年
郭潜生于印尼苏门答腊岛亚齐省，祖籍广东梅县丙村镇，幼時送回廣東梅縣的祖母家抚养。1926年冬，同温文根、林玉明等同学在丙镇中学参加了中国共产主义青年团。郭潜曾经考入广东省中山大学，在大学期间1927年7月同叶剑英一起
秘密加入中国共产党。中山大学肄业。1927年下半年，中共丙村区委成立，共青团丙村支部升格为区委。温文根为书记，林玉明与郭潜分任宣传、组织工作。1929年春，梅县团代会中选举卢伟良为书记，郭潜为宣传委员，林枫（林玉明）为组织委员。
1932年3月，郭潜作为中共苏区中央局代表团成员，由中央苏区前往湘鄂赣苏区，参与改组中共湘鄂赣省委。1932年4月，少共省委被撤销，成立了少共湘鄂赣临时省委，少共中央巡视员郭潜为书记。同年9月，少共湘鄂赣临时省委召开了少共第二次全省代表大会，正式选举产生了少共湘鄂赣省委，书记郭潜。1933年，中央局决定撤销郭潜巡视员的工作，调回团中央。 
1934年10月随中央红军长征。长征时在第三軍團任中央地方工作團主任﹕（軍團長：彭德懷，政治委員：楊尚昆，參謀長：鄧萍/葉劍英，政治部主任：袁國平/劉少奇）中央红军和红四方面军会师后再次分裂，郭潜留在红四方面军担任张国焘把持下的中央机关刊物《干部必读》的总编。1936年7月，并经中央同意成立了以张国焘为书记的中共中央西北局，郭潜被张国焘任命为西北局秘书长，并兼任了甘肃省工委宣传部长。长征结束，郭潜调到中央宣传部工作，同时在中国人民抗日军政大学兼任政治教员，讲授中国革命运动史。
1937年七七事变之后，藍蘋离开上海，经武汉前往延安。任职于中共中央宣传部的郭潜是藍蘋到达延安之后首先接触的人，受理藍蘋的恢复党籍申请。抗日战争爆发之后加入中国国民党。
1938年1月，中央陆续抽调郭潜在内的100多名干部随同张云逸前往南昌。1月6日，中共中央东南分局正式成立，受中共中央和长江局双重领导，机关位于南昌，以新四军军部为掩护，书记项英，郭潜担任秘书长。8月，在东南分局及其领导人先后撤离南昌时，经中共中央批准，中共江西省委在南昌成立机关，仍驻高升巷原张勋公馆。曾山、涂正坤、曾金生、黄道、邓振询、李坚真、钟效培、郭潜等为委员，曾山为书记，涂正坤为副书记。机关驻南昌市新四军驻赣办事处，隶属中共中央东南分局。东南分局撤离南昌后，经中共中央批准，成立了江西省委，郭潜任省委秘书长。9月，中共江西省委书记曾山去延安参加中国共产党第六届中央委员会扩大的第六次全体会议，宣传部长黄道主持省委工作。10月，改隶中共中央南方局(1939年3月正式执行)。1938年11月，东南分局改称东南局。
1939年3月，曾山从延安返回，召开省委扩大会议，传达中共中央六届六中全会精神和中央决定，省委由东南分局领导划归中共中央按南方局领导，省委书记由黄道继任。黄道因即将去皖南新四军部工作，改由省委秘书长郭潜担任。6月，副书记涂正坤和组织部长曾金生在平江惨案中被杀。5月陈云听取中共江西省委书记郭潜的工作汇报。
1940年1月，改隶中共南方工作委员会(简称南委)1940年下半年成立中共南方工作委员会，机关设在梅县，书记方方、副书记兼组织部长张文彬、原广东省委宣传部长涂振浓任宣传部长、原江西省委书记和江西八路军新四军办事处主任郭潜（即郭铁梅）秘书长、副秘书长姚铎、妇女部长苏慧、青年部长吴华（即吴济生）。1941年春部分机关迁到大埔。10月，中共中央决定，成立中共南方工作委员会，任组织部副部长（一年后为部长）

## 被捕
1941年7月15日，中共江西省委书记谢育才在吉安被投诚国民政府的交通员揭发后被捕。1942年4月特务拟胁迫谢育才一同前往诱捕郭潜，谢育才连夜逃走，于5月22日到达南委所在地报警。同年4月郭潜离开南委，到曲江小住（妻子李健在曲江）。5月初郭潜到广西桂林领取了南方局汇来给南委的经费十万元。5月24日南委给郭潜发了让他撤离的电报。1942年5月26日，郭潜回到曲江，收到了南委发来的电报，郭潜没能及时把密码译出，在韶关花园酒店被中统特务逮捕叛变。郭潜的妻子李健也随即叛变。当晚，郭潜带着特务破坏了南委曲江交通站。
1942年5月27日凌晨，郭潜带着特务到韶关五里亭抓捕中共粵北省委書記李大林。1942年5月28日晨，郭潜译出了南委要他撤退的电报。1942年5月30日，郭潜带着特务赶到广东北部樂昌縣，在坪石鎮把由香港撤退回来的中共南方局委员廖承志逮捕。1942年6月6日（农历4月23日），郭潜引领特务到大埔高陂拘捕正向东江方向撤退的南委副书记张文彬、宣传部长涂振农和高陂区委书记王道生等人。7月4日国民党中央执委会急电桂系省委主席黄旭初，令其破坏中共广西地下党。7月8日，郭潜又带国民党特务前往桂林，制造了广西“七九事件”，7月8日晚，省工委外部交通梁耀宝被逮捕。梁耀宝随即叛变。9日，省工委内部交通张丽贞被捕。
国民党特务还逮捕了中共广西省工委副书记兼宣传部长苏蔓、中共广西省工委妇女部部长省工委副书记罗文坤夫妇、南方工委驻广西特别交通员张海萍等30人。省工委书记钱兴脱险转移。1942年7月11日，桂林市委书记彭维之被捕叛变。1942年7月12日，苏蔓、罗文坤、张海萍在逸仙中学集体自缢。

## 任職调查局
此后，郭潜恢复使用本名郭乾辉。
1942年后郭乾辉任军统局反共谍报干训班教官、副教育长，中央调查统计局天津区少将区长。1943年任中统局第二组党派科副科长。1945年任中统局第二处第二科科长（徐恩曾安排郭乾辉夫妻同在第二处工作），9月任南京办事处第二组组长，后又回任第二科科长。
1946年任中统局上海特派员办事处党派组组长。任江西保安司令部參議。后又任中央調査統計局專門委員。徐恩曾任命郭辉为中央調査統計局專門委員會組長，负责对中共的滲透工作。
1947年，中統更名為黨員通訊局，任中央黨員通信局研究處副處長，负责中共工作。1948年7月，任党员通讯局直属天津通讯处处长。党通局进行了“八二〇大逮捕”活动，在天津由区长郭乾辉指挥，按照按照国民党特工“联席汇报”的安排，逮捕了南开大学十余位进步学生。
1949年2月任閩台督導區書記。4月迁台之初党员通讯局改為直接隸屬於中華民國行政院內政部，更名為內政部調查局。任内政部調査局台灣省調査處（第五处）處長。1952年4月，郭指挥特务一举破获了在台湾的中共地下党组织。
1954年在調查局出版《台共叛亂史》。
1958年4月，任司法行政部調査局副局長。同年任台湾省调查局副局长，并任国际关系研究会理事。1961年5月被选任为台湾省党部执行委员。1963年調查局副局長任內改調國關中心副主任，主管《匪情月報》。1964年调任中華民國國家安全局顧問。6月，沈之岳调任调查局局长，郭即辞去副局长职务。

## 国际关系研究所
郭选定了去国际关系研究所，出任该所的副主任，并把自己的名字改为郭华伦。国际关系研究所前身是1953年成立的国际关系研究会，是半公开性质的情报机关，专门研究大陆问题。
1966年，署名Warren Kuo發表《Analytical History of Chinese Communist Party》（中文名为《中國共產黨史論》，在本书以及中文版《中共史论》其中使用陳然的名字提供史料），中华民国国际关系研究所（the Institute of International Relations, Republic of China）出版。
1968年，郭华伦、芳雪纯编《中共人名录》，中华民国国际关系研究所出版。
1969年9月，郭华伦在台北出版4卷本《中共史论》，1973年6月增订，1978年第三版，1982年第四版。
1970年兼任国际关系研究所董事。
1976年，郭华伦编著《中共问题论集》，国立政治大学国际关系研究中心出版。
1984年8月4日郭逝于臺灣大學醫學院附設醫院。享壽75岁。